# Ryska gummifabriks AB
Ryska Gummifabriks AB (RGA) var en tillverkare av galoscher och andra gummiprodukter i Malmö. Bolaget grundades 1906 efter att föregångaren AB Svensk-Engelska Gummifabriken som bildats 1898 gått i konkurs. Namnet Ryska Gummifabriks AB togs då ryska gummigaloscher ansågs ha den bästa kvalitén och var den stora förebilden för de svenska företagen, bland annat genom Prowodnik i Riga. Många specialister och arbetare värvades till svenska fabriker från Ryssland, bland annat Julius von Gerkan från Riga.
1912 bildande Helsingborgs gummifabriks AB:s Henry Dunker Galoschkartellen tillsammans med Svenska Gummifabriks AB, Viskafors gummifabrik och Ryska gummifabriks AB. Priser, återförsäljarrabatter och kvoter av marknaden reglerades. Man lyckades även begränsa importen av galoscher från Ryssland genom att man kontrollerade grossister och återförsäljare. Galoschkartellen sprack och 1927 bildade Dunker istället Förenade gummifabrikernas AB som vid bildandet köpte upp aktiemajoriteten i Ryska gummifabriks AB, Hälsingborgs gummifabriks AB (senare Tretorn) och Skandinaviska gummifabriks AB i Viskafors. Viskaforsfabriken avyttrades 1933 och 1934 ombildades Förenade gummifabrikernas AB till Tretorn AB.
Tillverkningen i Malmö upphörde på 1960-talet.